# Эрнандес, Хуан Орландо
Хуа́н Орла́ндо Эрна́ндес (исп. Juan Orlando Hernández; род. 28 октября 1968, Грасьяс, Гондурас) — государственный и политический деятель Гондураса, президент Гондураса (2014—2022), президент Национального конгресса Гондураса (2010—2014).

## Биография
Эрнандес родился в Грасьясе, Гондурас, в семье Хуана Эрнандеса Вильянуэвы и Эльвиры Альварадо Кастильо, и был пятнадцатым из семнадцати детей.
Хуан Орландо Эрнандес окончил юридический факультет Национального автономного университета Гондураса. В 1995 году закончил Государственный университет Нью-Йорка.
3 февраля 1990 года он женился на Ане Гарсиа Кариас. Этот союз произвёл на свет троих детей: Хуана Орландо, Ана Даниэлу и Изабеллу.
В 29 лет был впервые избран в Национальный конгресс.
Хуан Орландо Эрнандес, представлявший департамент Лемпира с 2001 года, был избран главой Национального конгресса, в котором Национальная партия имела достаточное большинство, 21 января 2010 года и вступил в должность четыре дня спустя.
В 2012 году он вёл кампанию против Рикардо Альвареса, пытаясь стать националистическим кандидатом в президенты в 2013 году, и выиграл внутренние выборы в ноябре 2012 года. Альварес публично осудил результат как сфальсифицированный и потребовал пересчёта голосов по принципу «голосование голосованием», которое Верховный суд по выборам (TSE) отклонил. Опрос, проведённый в мае 2013 года, показал, что он занял третье место с прогнозируемыми 18 % голосов.
Он начал свою президентскую кампанию в июле 2013 года в Интибуке и Ла-Пасе под названием El Pueblo Propone («Люди предлагают» на английском языке). Он агитировал военных за то, чтобы они охраняли улицы, и утверждал, что его ближайший соперник Сиомара Кастро хотела убрать Policía Militar (английский: военная полиция), которые уже находились в двух главных городах Гондураса. Он выиграл выборы, победив Кастро на 250 000 голосов.
Эрнандес сказал, что бухгалтеры Национальной партии обнаружили, что примерно 3 миллиона лемпир (около 140 000 долларов США) от компаний, связанных со скандалом с Институтом социального обеспечения Гондураса (IHSS), поступили в его предвыборную казну.
На президентских выборах 2013 года Эрнандес получил большинство голосов (36 %) и стал президентом Гондураса.

### Президентство
22 апреля 2015 года Верховный суд единогласно разрешил переизбрание президента. 12 марта 2017 года Эрнандес стал кандидатом от Национальной партии, победив своего соперника Роберто Кастильо во время предварительных выборов Национальной партии.
В 2017 году после решения Верховного избирательного трибунала, допустившего его к участию в новых выборах и разрешившего изменить конституцию, ранее запрещавшую повторное избрание действующего главы государства, Эрнандес был переизбран на президентский пост, всего на 1,5 % опередив основного соперника, кандидата левых сил Сальвадора Насраллу. Это вызвало напряжённость в обществе, поскольку в 2009 году именно попытка переизбраться на второй срок подряд стала причиной отстранения от должности путем военного переворота левого президента Мануэля Селайи, причём его свержение было поддержано консервативной Национальной партией, в которой состоит Эрнандес.
Правительство объявило чрезвычайное положение. Около 30 демонстрантов были убиты и более 800 арестованы. По данным Организации Объединённых Наций и Межамериканской комиссии по правам человека, «многие из них были переведены на военные объекты, где их жестоко избивали, оскорбляли, а иногда и пытали».
В 2017 году Управление по борьбе с наркотиками США арестовало в Майами брата Эрнандеса, Хуана Антонио Эрнандеса, за незаконный оборот наркотиков и использование гондурасских военнослужащих и оборудования для доставки кокаина в Соединённые Штаты в интересах мексиканского картеля Синалоа. В 2021 году суд в США приговорил его к пожизненному заключению.
17 июня 2020 года президент Орландо Эрнандес и его жена Ана Гарсия сообщили, что заразились COVID-19. Орландо Эрнандес ввёл жёсткие меры для предотвращения распространения болезни, включая принудительное социальное дистанцирование, использование масок и комендантский час.

### После отставки
15 февраля 2022 года Хуан Орландо Эрнандес, который в январе 2022 года ушёл в отставку после истечения его срока полномочий, был задержан по месту жительства в Тегусигальпе, столице страны. Власти Гондураса получили от США запрос на его экстрадицию. Его обвинили в контрабанде наркотиков, полагая, что он был причастен к перевозке на американскую территорию значительного объема кокаина из Колумбии и Венесуэлы.
Эрнандеса выдали США, и 8 марта 2024 года федеральный суд присяжных в Нью-Йорке признал Эрнандеса виновным. 26 июня 2024 года его приговорили к 45 годам тюремного заключения.

## Награды
- Орден Сверкающего нефрита (Тайвань)[18].